# Saint-Antonin-du-Var
Saint-Antonin-du-Var ist eine französische Gemeinde mit 808 Einwohnern (Stand 1. Januar 2022) im Département Var in der Region Provence-Alpes-Côte d’Azur. Sie gehört zum Arrondissement Draguignan und ist Mitglied im Gemeindeverband Dracénie Provence Verdon Agglomération. Die Bewohner werden Antonais und Antonaises genannt.

## Geographie
Saint-Antonin gehört zur Provence und befindet sich im Herzen einer hügeligen Region, entwässert vom „Vallon de la Sargle“ und mehreren Nebenflüssen, die in den Argens münden. Das Dorf liegt rund sieben Kilometer von Lorgues entfernt, eine gute Stunde sind es nach Nizza, eineinhalb Stunden nach Marseille und eine knappe Stunde nach Saint Tropez.
Umgeben wird Saint-Antonin-du-Var von den sechs Nachbargemeinden:
| Salernes      | Villecroze                                  | Flayosc |
| Entrecasteaux | Kompassrose, die auf Nachbargemeinden zeigt |         |
|               | Le Thoronet                                 | Lorgues |

## Geschichte
Im Jahre 1954 wurde die Gemeinde als Abtrennung von Entrecasteaux gegründet. Die Geschichte des Dorfes ist jedoch alt und beginnt um das Jahr 420 mit der Ansiedlung eines Pilgers namens Saint-Maur, der eine Kapelle und Wohnhäuser baute. Papst Sixtus III. gab ihm daraufhin den Namen des Erzbischofs von Florenz: Antoninus. Von da an entwickelte sich die landwirtschaftliche Tätigkeit des Gebiets, hauptsächlich des Weinbaus, allmählich, während die Bevölkerung nur langsam wuchs. Auch heute noch zeichnet sich die Gemeinde durch eine Vielzahl von Weilern und das Fehlen eines echten Dorfkerns aus.

## Bevölkerungsentwicklung

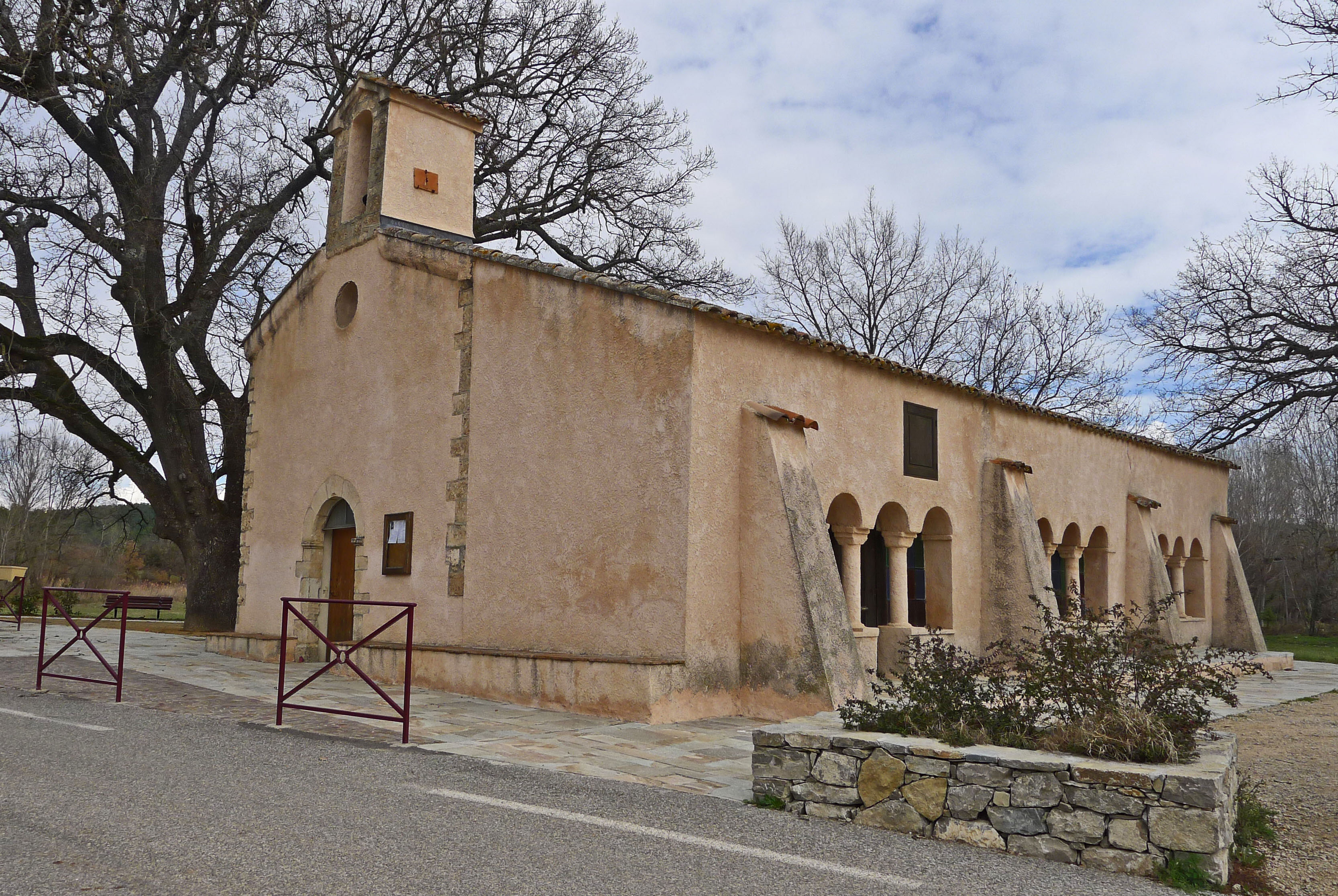
Kirche Notre-Dame-de-l’Assomption

| Saint-Antonin-du-Var: Einwohnerzahlen von 1962 bis 2016                                                                    | Saint-Antonin-du-Var: Einwohnerzahlen von 1962 bis 2016 | Saint-Antonin-du-Var: Einwohnerzahlen von 1962 bis 2016 | Saint-Antonin-du-Var: Einwohnerzahlen von 1962 bis 2016 | Saint-Antonin-du-Var: Einwohnerzahlen von 1962 bis 2016 |
| --- | ------------------------------------------------------- | ------------------------------------------------------- | ------------------------------------------------------- | ------------------------------------------------------- |
| Jahr |                                                         |                                                         |                                                         | Einwohner                                               |
| 1962 | 1962                                                    |                                                         | 300                                                     | 300                                                     |
| 1968 | 1968                                                    |                                                         | 313                                                     | 313                                                     |
| 1975 | 1975                                                    |                                                         | 288                                                     | 288                                                     |
| 1982 | 1982                                                    |                                                         | 365                                                     | 365                                                     |
| 1990 | 1990                                                    |                                                         | 405                                                     | 405                                                     |
| 1999 | 1999                                                    |                                                         | 482                                                     | 482                                                     |
| 2006 | 2006                                                    |                                                         | 585                                                     | 585                                                     |
| 2011 | 2011                                                    |                                                         | 661                                                     | 661                                                     |
| 2016 | 2016                                                    |                                                         | 744                                                     | 744                                                     |
| Quelle(n): EHESS/Cassini bis 1999, INSEE ab 2006 Anmerkung(en): Ab 1962 offizielle Zahlen ohne Einwohner mit Zweitwohnsitz |                                                         |                                                         |                                                         |                                                         |

## Sehenswürdigkeiten
- Kirche Notre-Dame-de-l’Assomption mit Ursprüngen aus dem 11. Jahrhundert